# Младен Младенов (дипломат)
Вижте пояснителната страница за други личности с името Младен Младенов.
Младен Николов Младенов е български дипломат, посланик.

## Биография
Роден е в с. Горна Вереница, Фердинандско. Завършва Висшата партийна школа в София.
Посланик е в Перу и Боливия (1973 – 1978), Афганистан (1980 – 1982), Аржентина (1982 – 1986).